# Altair 3
Altair 3 – amerykański człon rakiet nośnych i jednocześnie silnik rakietowy. Używany od połowy latach 60. XX wieku do teraz (jako Star 20), przede wszystkim w rakietach rodziny Scout. Spalał stały materiał pędny – człon był jednocześnie komorą paliwową silnika. Z oznaczeniem Altair 3 użyty 82 razy, jako FW-4S TEM640, 66 razy. Jako Star 20, 39 razy.
Inne oznaczenia modelu Star 20: 27.5-KS-6,100; TE-M-640-1.